# Cinderella – Playing with Dolls
Cinderella – Playing with Dolls ist ein US-amerikanischer Slasher-Film von Rene Perez aus dem Jahr 2015. Die Produktion ist der erste Teil der Playing with Dolls-Filmreihe.

## Handlung
Auf einem Anwesen hält Scopophilio Frauen, deren Leben er beobachtet. Eines Tages tötet Prisoner AYO-886, ein Serienmörder, den der Geschäftsmann als Leibwächter engagiert hat, eines der Mädchen sowie eine Reihe von Soldaten. Er trägt eine Ledermaske, die mit Stacheldraht gespickt ist.
Kurze Zeit darauf wird Cindy, die gerade ihren Job verloren hat, von der Organisation angeworben, um eine abgelegene Blockhütte im Wald zu bewohnen, die mit zahlreichen Kameras gespickt ist. Etwas seltsam kommt es Cindy schon vor, dass das Benzin für den Leihwagen nur bis zu diesem Haus reicht. Sie wird dort in Empfang genommen und in ihre Aufgaben eingeweiht. Was sie nicht weiß, ist, dass der Killer mit ihr dort lebt. Auf Anweisung seines Chefs hält er sich jedoch bedeckt.
Eines Tages erscheint ein verletzter Polizist. Er ist hinter dem Serienmörder und dem Geschäftsmann her. Cindy rettet den Mann, glaubt ihm aber zunächst nicht. Als Scopophilio jedoch seine Schergen auf ihn hetzt, erkennt sie die Gefahr, in der sie schwebte. Es kommt zu einer Schießerei, in deren Verlauf auch der Polizist getötet wird. Cindy rennt weg und läuft in die Arme des Geschäftsmannes, der sie in seiner Limousine mitnimmt.

## Hintergrund
Cinderella - Playing with Dolls ist eine Direct-to-DVD-Produktion. Die deutsche Version wurde an vier Stellen um über zwei Minuten gekürzt. Wegen der Trailer wurde die DVD jedoch ohne Jugendfreigabe bewertet. Eine ungeschnittene Fassung erschien über Inked Pictures.

## Kritiken
Das Lexikon des internationalen Films urteilte: „Unbeholfen inszenierter Slasherfilm, der die Zeit zwischen den Gewaltszenen mit öden Verfolgungsjagden und freizügigen Auftritten der Hauptdarstellerin kittet. Handwerklich und darstellerisch auf niedrigstem Niveau.“